# Sella di Corno
Sella di Corno è una frazione del comune di Scoppito, in provincia dell'Aquila (Abruzzo). La località dà il nome all'omonimo valico appenninico, che è il principale punto di comunicazione tra le città di Rieti e L'Aquila, essendo attraversato dalla strada statale 17 e della ferrovia Terni-Sulmona.

## Geografia
Posta a circa 1000 m s.l.m. e sovrastata dal gruppo montuoso di Monte Calvo a nord e da quello di Monte Nuria a sud, in prossimità del confine regionale tra Lazio (Antrodoco) e Abruzzo, prende il nome dall'omonimo valico (1005 m s.l.m.) dell'Appennino Abruzzese che mette in comunicazione la valle dell'Aterno a est (provincia dell'Aquila) con quella del Velino a ovest (provincia di Rieti) attraverso la Strada statale 17 dell'Appennino Abruzzese e Appulo Sannitico nel tratto che collega Rieti-Antrodoco con L'Aquila, rappresentando di fatto la via di collegamento stradale più diretta tra le due città. A cavallo del valico si sviluppa un piccolo altopiano stretto e allungato per oltre 6 km adibito a pascolo e coltivazione di foraggio, legumi e patate nella parte più bassa (Rocca di Corno).

### Ambiente
Il luogo è punto di accesso per escursioni nei vicini gruppi montuosi dell'Appennino abruzzese con presenza di diversi piccoli altopiani e laghetti montani, boschi di faggio ecc. A est è possibile salire sul Monte Calvo, a ovest è possibile raggiungere l'Altopiano di Cornino e quello di Rascino.

## Storia
In epoca pre-romana questo altopiano era il limite occupato dai Sabini che si spinsero poi fino alle vallate di Rieti e della bassa valle del Tevere.
Nel 268 a.C. i Sabini ottennero la cittadinanza romana. Fu in questo periodo che si costruì la via Salaria che collega ancor oggi Roma alla costa adriatica di Ascoli Piceno.
Da questa via, a partire da Interocrium, l'attuale Antrodoco, fu costruita la via Cecilia (attualmente parte della strada statale 17); questa via, attraverso il valico di Sella di Corno, raggiungeva la città di Amiternum.
Nella piazza di Sella di Corno è tuttora presente la pietra miliare che indica, in miglia romane la distanza dalla città eterna: LXXII (ovvero 72). In seguito alla distruzione da parte dei Romani di Amiternum (293 a.C.), la popolazione superstite si rifugiò anche nella valle di Corno. Così chiamata perché al centro della fertile vallata c'è un'altura, ben visibile specialmente per chi proviene da Antrodoco, proprio a forma di Corno. Su questo Corno fu costruita una fortificazione e il paese continuò ad espandersi nel tempo attorno alla rocca.
Risale al 1145 il primo documento che attesta l'esistenza di Sella di Corno, all'epoca chiamata Rocca di Corno (attualmente esiste questo paese, a circa 5 km verso Antrodoco, ma non è da confondersi con l'antica Rocca di Corno che è appunto l'attuale Sella di Corno).
Con i riconoscimenti feudatari l'Università di Sella (Rocca) di Corno costruì anche la sua chiesa di San Pietro Apostolo. All'epoca Università era qualunque agglomerato abitativo. A questo punto la storia di Sella (Rocca) di Corno si fonde con quella di L'Aquila: Sella di Corno con altri 98 Castelli del circondario aquilano partecipò all'edificazione di questa città nel 1254 per volontà di Federico II, costruita, secondo alcuni, sul modello della pianta di Gerusalemme.
Sella di Corno ebbe poi lo spazio per costruire la propria piazza, la propria fontana e la propria chiesa, sotto lo stesso titolo di San Pietro apostolo, nel quarto di San Marciano. Purtroppo il terremoto del 1462 distrusse completamente la chiesa. Al suo posto oggi c'è la via delle Bone Novelle.
Un aneddoto vuole che San Bernardino, il santo senese morto all'Aquila, il 20 maggio 1444 ammalato e non più in grado di viaggiare, giunto a Sella di Corno, ebbe la visione di Celestino V che gli affidava la città. A terra vicino alla fontana e all'attuale chiesetta a lui dedicata ripeteva: ..eamus Aquilam…ad Aquilam missus sum… gli viene chiesto se si voleve liberare il somarello dato che non poteva più essergli utile. Rispose di no perché sul suo asino doveva entrare nella città, come Celestino e prima ancora Gesù a Gerusalemme. L'ideogramma di San Bernardino IHS si ritrova sui portali delle antiche case della zona aquilana: grazie anche a questo ed alle prerogative esoteriche della Basilica di Santa Maria di Collemaggio, L'Aquila è considerata da alcuni come la Gerusalemme d'Occidente.

## Viabilità
La Sella è attraversata dalla ferrovia Terni-Sulmona (stazione di Sella di Corno), e dalla Strada statale 17 dell'Appennino Abruzzese e Appulo Sannitico.